# Люк

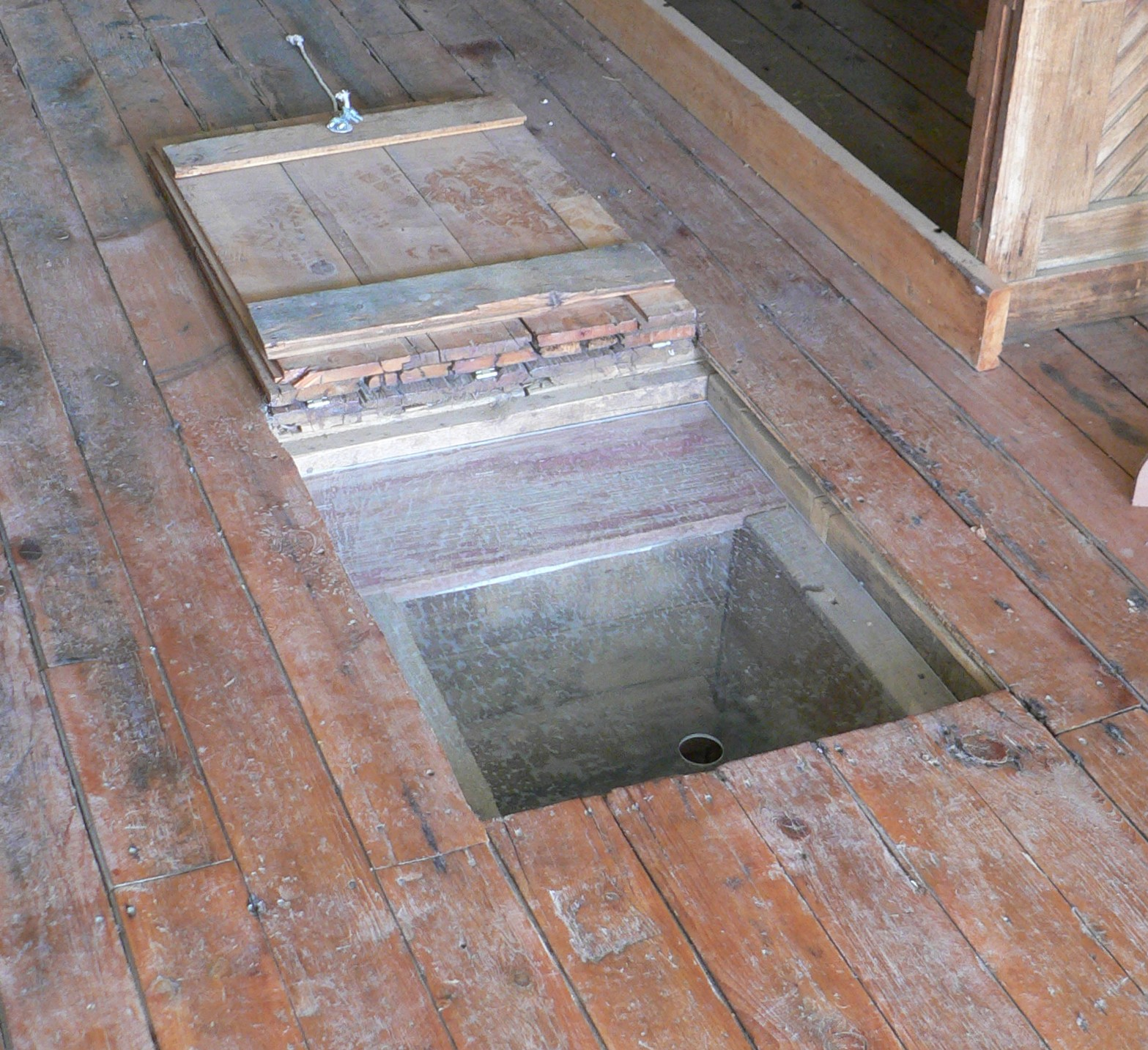
Люк у дощатій підлозі з відкидною кришкою-лядою.

Люк (від нід. luik — «отвір») — отвір, як правило, із заслонкою, для проникнення вниз, в середину чого-небудь. Також через люки проводять завантажування і вивантажування яких-небудь вантажів, спостерігання, стрільби тощо. Люки для проникнення людей називають також лазами.
Люк часто закривається кришкою — ля́дою (в оглядових колодязів вона називається просто кришкою люка).

## Морська справа

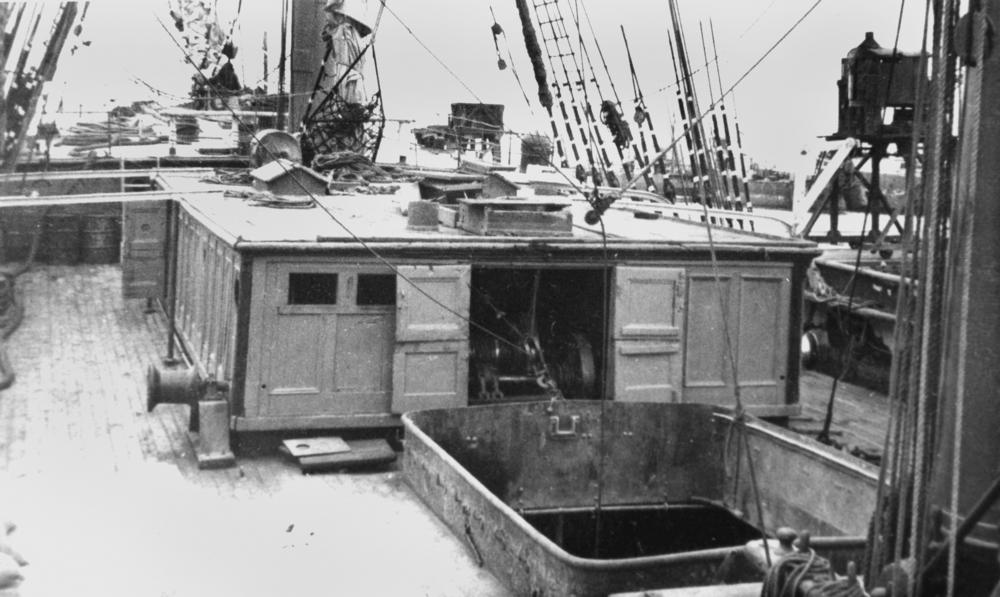
Люк судна Omega з комінгсом.

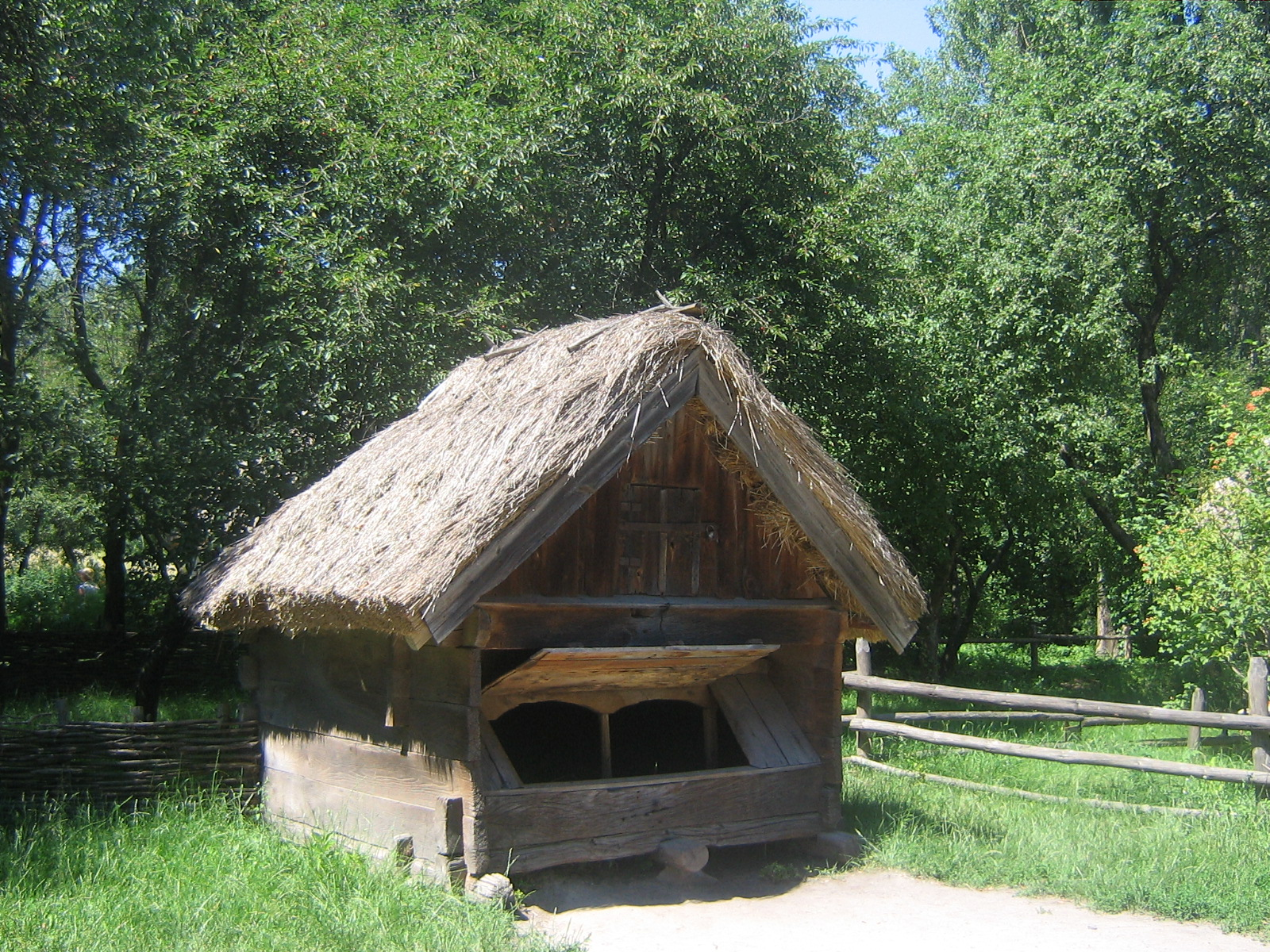
Ляда сажа.

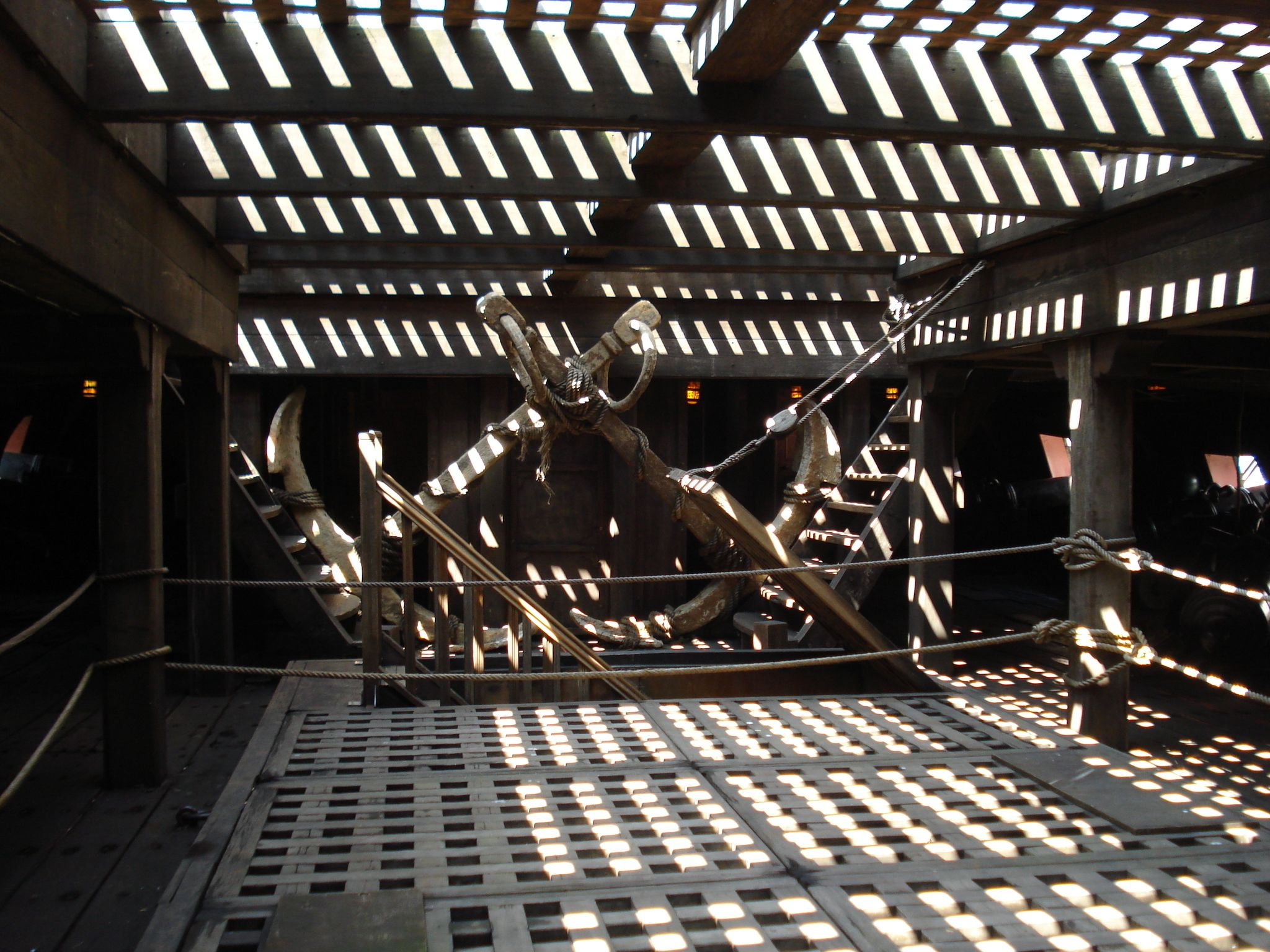
Світловий люк галеона «Нептун»

На кораблях (суднах) люк — виріз, отвір в палубі судна; в той же час під терміном «люк» розуміють всю конструкцію закриття отвору, хоча окремі частини цієї конструкції і мають спеціальні назви. Люки накривають спеціальними накриттями — люковими чохлами. Люки верхньої палуби по периметру обгороджують міцним сталевим поясом висотою до 1 м — комінгсом. Для герматизації люків застосовуються спеціальні пристосування — задрайки. Для утримування кришок люків у відкритому положенні їх вставлять на спеціальні упори обабіч кришки.

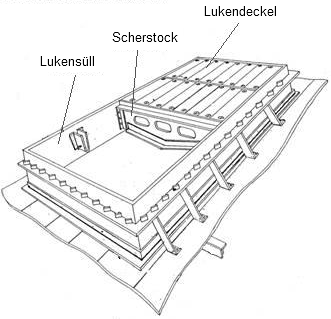
Будова люка: Scherstock — знімний бімс, Luckensüll — комінгс, Luckendeckel — лючина

Для влаштування великого люка в наборі судна передбачені спеціальні балки, півбімси, які йдуть не між гілками шпангоутів, як звичайні бімси, а від гілки до краю люкового прорізу. Поперек бімсів встановлюються поздовжні балки — карлінгси, до яких кріпляться кінці півбімсів.
Будова
Люк у широкому сенсі складається з отвору і люкового закриття. Залежно від призначення і розмірів, люкові закриття можуть мати різну конструкцію.
- Прості закриття складаються із знімних бімсів, лючин і брезенту (чохла). Бімси укладаються в гнізда на повздовжніх комінгсах і служать опорами для лючин. Зверху лючини покривають чохлом, який підтискується сталевими шинами до комінгсів і надійно заклинюється по периметру. Зверху чохла поперек лючин кожного ряду укладають дерев'яні шини, які скріплюють з комінгсом.
- Механізовані закриття ставляться і знімаються вантажними лебідками або спеціальними механічними приводами.
  - Знімні — являють собою окрему кришку, яку ставлять на місце і прибирають вантажною стрілою. Для ущільнення застосовують гвинтові задрайки.
  - Відкидні — складаються з однієї стулки (у великих люків двох, трьох і чотирьох), шарнірно скріпленої з комінгсом люка.
  - Відкотні — мають закріплену на люку в напрямних рухому кришку, що відкочується вбік і закочується назад вантажною лебідкою.
  - Намотувані — складаються з окремих шарнірно з'єднаних між собою коробчастих секцій, намотуваних на барабан (аналогічно ролетам).

Види
- Вантажний люк — люк для навантаження товарів у трюми. Мають прямокутну форму і пристрої для щільного закриття. На твіндекових суднах люки на різних палубах розташовуються один над одним, на твіндеках замість комінгсів обгороджуються леєрами.
- Ґратчастий люк (також називався «ру́стер») — ґратчаста рама, що прикриває зверху люк. Уможливлює провітрювати приміщення без ризику падіння людей у люк.
- Світловий люк, світлий люк — пристрій в палубі для доступу світла і повітря в нижчерозташовані приміщення, а також і сам отвір в палубі.
- Східни́й (вихідний) люк — пристрій в палубі для сходження в нижчерозташовані приміщення, а також отвір в палубі. Над східним люком влаштовується захисток — тамбур.
- Горловина — люк малого розміру (0,4—0,6 м) над вугільними ямами, колодязями, паливними цистернами. Має круглу, овальну чи прямокутну форму[5][6].

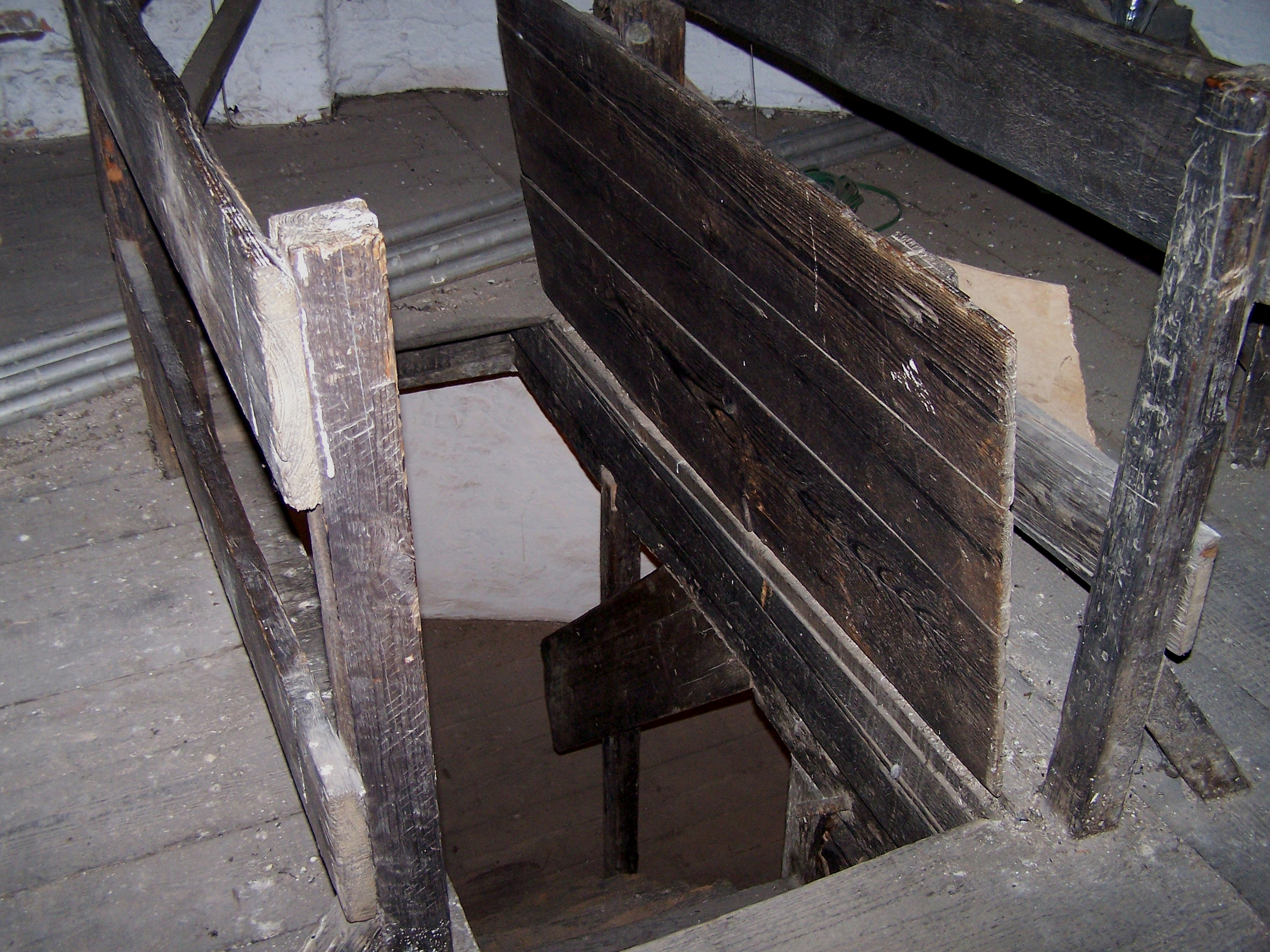
Люк без ляди з огородженням.

Люк попереду фок-щогли називається фор-люком, попереду грот-щогли — грот-люком, крайній кормовий люк, зазвичай за грот-щоглою — ахтерлюком (на старовинних суднах він вів у льох для провізії).
Бортові люки називаються портами. Для завантаження вантажів у трюм існують лацпорти, для проходу на палубу пасажирів — пасажирські порти, для стрільби з гармат робили гарматні порти, а для розміщення весел на великих веслових суднах — веслові порти.

## Гірництво
У гірництві люком називається нижня частина шахти, гірничих виробок із різними пристроями для регулювання подачі руди, вугілля до транспорту.

## Оглядовий люк
Оглядовий люк — отвір оглядового колодязя (водопровідного, каналізаційного колодязя або дощоприймача), закритий спеціальною кришкою.

## Люк ешафота
На ешафотах шибениць використовувалися люки з двома стулками, на які становили засуджених. Знизу стулки з'єднувалися спеціальною чекою, що висувалася важелем, який нахиляв кат.

## Люк даху автомобіля
Люк даху автомобіля — вікно з прозорою або непрозорою панеллю, що влаштовується в дасі кузова (кабіни) деяких автомобілів.